# .cr
.cr е интернет домейн от първо ниво за Коста Рика. Администрира се от NIC-Internet Costa Rica. Представен е през 1999 г.

## Домейни от второ ниво
- ac.cr
- co.cr
- ed.cr
- fi.cr
- go.cr
- or.cr
- sa.cr
- .cr